# Саєнко Володимир Володимирович
Володимир Володимирович Саєнко (*17 червня 1967) — український профспілковий діяч, заступник голови Федерації профспілок України з 2013 року, голова правління Фонду соціального страхування України з 2017 року.

## Життєпис
Народився 17 червня 1967 року у с. Набутів (Корсунь-Шевченківський район Черкаської області, Україна). Після закінчення у 1984 році середньої школи навчався в автошколі (1984—1985 роки). Протягом 1985—1987 років проходив строкову військову службу в Збройних Силах СРСР (контингент військ в Демократичній республіці Афганістан). У 1993 році закінчив Київський торговельно-економічний університет за спеціальністю «Товарознавство продовольчих товарів», заснував приватне підприємство «Росичі». Відновив і провів реконструкцію пансіонату «Будинок творчості письменників ім. А. П. Чехова» у м. Ялта АР Крим.
У 2012 році обійняв посаду першого заступника голови правління ПрАТ «Укрпрофоздоровниця». У 2013 році був обраний заступником голови Федерації професійних спілок України. У 2015 отримав другу вищу освіту в Міжрегіональній Академії управління персоналом за спеціальністю «Економіка праці та управління персоналом».
У 2017 році Володимир Саєнко очолив правління Фонду соціального страхування України, провів реформу системи загальнообов'язкового державного соціального страхування в Україні.

## Фігурування в антикорупційних розслідуваннях
Підозра в сприянні незаконної приватизації  державного майна на суму двадцять п'ять мільярдів гривень
.

## Нагороди
- медаль «За бойові заслуги»[12]
- нагрудний знак «Учасник Афганської Війни»
- почесний знак Української Секції Міжнародної Поліцейської Асоціації «За мужність та професіоналізм»
- пам'ятний знак «За віру та мужність»
- нагрудний знак «За розвиток міста»
- медаль «За врятовані життя»
- золота медаль Всесвітньої федерації бодібілдингу, фітнесу та атлетизму за вагомий внесок у її розвитку[13]